# Sarajevski jazz festival
Sarajevski jazz festival, ili Jazz Fest Sarajevo, je godišnja proslava jazza i srodne glazbe u Sarajevu. Festival je nezavisan i neprofitan, i privlači posjetioce od 1997. Na festivalu su učestvovali glazbenici iz cijeloga svijeta uključujući, Ameriku, Francusku, Njemačku, Nizozemsku, Veliku Britaniju, Norvešku i Tursku.
Cilj festivala je promocija improvizirane i nove glazbe u Bosni i Hercegovini. Festival se održava u prvom tjednu studenog.

## Vanjske poveznice
- Službena web stranica